# Palacio de las Artes de Nápoles
El Palacio de las Artes de Nápoles (también conocido como PAN; en italiano, Palazzo delle Arti di Napoli) es un museo ubicado en el histórico Palazzo Carafa di Roccella, en la Via dei Mille de Nápoles, Italia. Alberga exposiciones de arte contemporáneo en sus múltiples formas (pintura, escultura, fotografía, diseño, diseño gráfico, videoarte, cine).
El Ayuntamiento de Nápoles adquirió el edificio e inició su restauración en 1984. En 1988, lo destinó como Centro de documentación para las artes contemporáneas; posteriormente, esta finalidad se extendió a la actividad de exposición. El PAN fue inaugurado el 26 de marzo de 2005.
La estructura tiene una superficie total de 6.000 m² y se distribuye en tres plantas con espacios de exposición, mediateca, librería, cafeterías, terrazas.